# Регіон поселення інувіалуїтів
Регіон поселення інувіалуїтів (англ. Inuvialuit Settlement Region — розташований на північному заході Канади. Створений в 1984 році урядом Канади для інувіалуїтів.
Площа - 906 430 км². Клімат суворий. Регіон поселення інувіалуїтів покривають тундри.
Чисельність населення складає 5600 чол. (2006 р.), швидко росте за рахунок високого природного приросту корінних жителів - інуїтів (ескімосів), які становлять понад 90% населення. Їх рідна мова - інувіалуктун.
Офіційні мови - інувіалуктун (рідна для 90% населення) та англійська.

## Правовий статус земель інувіалуїтів
Завершальна угода з інувіалуїтами 1984 року розділила всі їхні землі на дві частини:
1. 5000 кв. миль (близько 13 000 кв. км) закріплені за інувіалуїтам на правах власності як на земельну поверхню, так і на все що залягають під нею гірські породи, підземні води, нафта, газ, вугілля та мінерали [1].
2. 30 000 кв. миль (близько 78 000 кв. км) землі віддані в співволодіння Канадського уряду та інувіалуїтів. Останні отримали права на її поверхню й гірські породи та підземні води, що містяться в її надрах, а також різні матеріали, включаючи камінь, пісок, гравій, глину, ґрунт, торф тощо. Однак власником прав на нафту, газ, вугілля та мінерали, що містяться в цих землях залишився Канадський уряд [1].